# Gianni Lepre
Gianni Lepre (Trieste, 1947) è un regista italiano.

## Biografia
Da ragazzo gira l'Europa, frequentando a Parigi il Centro di ricerca teatrale di Peter Brook e altri gruppi alternativi teatrali in Germania.
Approda in Scandinavia nel 1972, dove fonda il Thespy Teater, con il quale mette in scena 42 lavori teatrali che variano dai classici alle rappresentazioni di strada, in prigioni e in ospedali psichiatrici. Scrive e realizza cinque opere teatrali: Cassandra 2010, I segreti di Arlecchino, Ragnatela, Samson ed Evaresto.
Quest'ultimo lavoro, che tratta i problemi di una comunità di distrofici muscolari, e che realizza in una combinazione di attori e ammalati veri, viene ripreso in una produzione televisiva della N.R.K.
Scrive e realizza, con i fondi per il cinema scandinavo, due lungometraggi: Il retrobottega di Enrico (1981) e Occhio per occhio (1986).
Nel 1987 rientra in Italia dove inizia un'intensa realizzazione di fiction e trasmissioni televisive per la Rai: Il cespuglio delle bacche velenose (1988); nove episodi della serie a coproduzione europea Eurocops (gli episodi della sottoserie Il commissario Corso del 1989, con Diego Abatantuono); Contratto con la morte (1992), con Eleonora Brigliadori e Andrea Prodan.
Tra il 1993 e il 1995 dirige le trasmissioni Telefono giallo, Chi l'ha visto?, Parte civile, Confini; la prima stagione di Incantesimo; Fine secolo (1998); Aleph (2000); Vento di ponente.

## Filmografia

### Cinema
- Il retrobottega di Enrico (1981)
- Occhio per occhio (1986)

### Televisione
- Il commissario Corso 2 (1992)
- Incantesimo (1998)
- Fine secolo (1999)
- Aleph (2000)
- Vento di ponente (2002)
- Sospetti 2 (2005)
- Amanti e segreti 2 (2005)
- Il segreto di Arianna (2007)
- Fidati di me (2008)[9]
- Rossella (2011-2013)
- La donna che ritorna (2011)
- Cesare Mori - Il prefetto di ferro (2012)
- Una buona stagione (2014)
- Madre, aiutami (2014)